# Censimento della popolazione in Svizzera
Il primo censimento della popolazione in Svizzera fu realizzato nel marzo 1850 sotto la direzione del consigliere federale Stefano Franscini. Oltre alla rilevazione della popolazione, si effettuò un'indagine presso gli abitanti in merito a sesso, età, stato civile, professione, mestiere e confessione. Fra il 1860 e il 2000 il censimento è stato effettuato con cadenza decennale nel mese di dicembre. Fanno eccezione i censimenti svolti nel 1888 (usato come base per la revisione della ripartizione dei circondari elettorali) e nel 1941 (rinviato di un anno a causa della mobilitazione dell'esercito nel maggio 1940). Nel 2000 il censimento è stato effettuato per l'ultima volta secondo il metodo tradizionale. Dal 2010 il censimento della popolazione è realizzato e analizzato dall'Ufficio federale di statistica (UST) annualmente e in una nuova forma. Per ridurre l'onere a carico della popolazione, le informazioni sono estratte principalmente dai registri degli abitanti e completate mediante rilevazioni campionarie. Solo una piccola parte della popolazione (circa il 5%) è ancora interrogata per iscritto o telefonicamente. Il primo giorno di riferimento del nuovo censimento della popolazione è stato il 31 dicembre 2010.

## Il nuovo censimento della popolazione

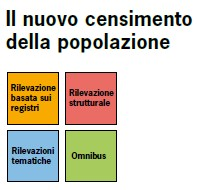
Il nuovo censimento della popolazione

Il nuovo censimento della popolazione si fonda principalmente su una rilevazione basata su registri, che analizza dati amministrativi già disponibili. A tale scopo, l'UST utilizza i registri cantonali e comunali degli abitanti, i registri di persone della Confederazione nonché il Registro federale degli edifici e delle abitazioni.
Le informazioni che non sono inserite in alcun registro devono essere raccolte e completate mediante rilevazioni campionarie (rilevazione strutturale, rilevazioni tematiche, rilevazione omnibus).

### Rilevazione basata sui registri
La rilevazione basata sui registri fornisce informazioni di base sull'intera popolazione. Essa permette di ottenere risultati concernenti lo stato e la struttura della popolazione e delle economie domestiche nonché degli edifici abitativi e delle abitazioni. I risultati sono disponibili ogni anno, rispettivamente alla fine di agosto (statistiche della popolazione, statistiche degli edifici e delle abitazioni) e all'inizio dell'anno successivo alla rilevazione (statistiche delle economie domestiche, situazione abitativa).

### Rilevazione strutturale
Dal 2010, per la rilevazione strutturale vengono interrogate per iscritto 200 000 persone (2,4 % della popolazione svizzera) ogni anno. La rilevazione strutturale è una rilevazione campionaria. Le informazioni raccolte sono convertite per ottenere risultati statistici riferiti all’intera popolazione. I risultati di tali conversioni sono stime caratterizzate, pertanto, da una certa imprecisione. L’uniformità delle caratteristiche registrate, l’ampiezza e la struttura del campione nonché la disponibilità delle persone intervistate a rispondere alle domande (tasso di risposta) sono altri fattori che influiscono sulla precisione di queste stime e, di conseguenza, sui risultati. L’elaborazione dei dati campionari è quindi soggetta a dei limiti e i risultati possono essere interpretati in dettaglio solo con alcune restrizioni. Il raggruppamento di campioni (pooling) permette di valutare congiuntamente i dati di diverse tornate della stessa rilevazione. Sovrapponendo diversi campioni è infatti possibile ottenere risultati più precisi che con un unico campione.

### Rilevazioni tematiche
Per le rilevazioni tematiche vengono interrogate per iscritto 10 000 o 40 000 persone ogni anno su uno dei cinque temi possibili. Le statistiche di queste rilevazioni permettono di approfondire notevolmente le informazioni emerse dalla rilevazione strutturale. I primi risultati sono disponibili un anno dopo il termine della rilevazione.

### Omnibus
Le rilevazioni omnibus sono indagini realizzate su temi attuali presso 3'000 persone, al fine di fornire risposte rapide a interrogativi politici o scientifici di attualità. I risultati sono disponibili circa sei mesi dopo la rilevazione.